# Cartellisme

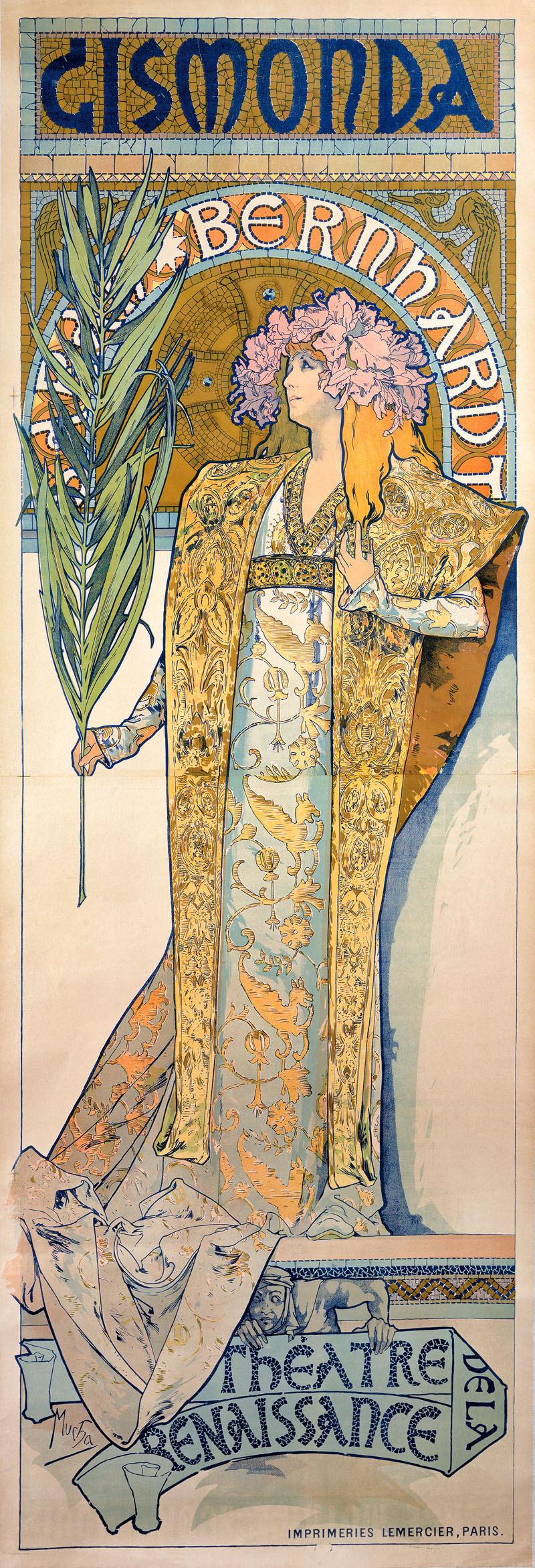
Gismonda, d'Alfons Molta.

El cartellisme és l'especialitat de les arts gràfiques que consisteix en la realització de cartells. Un cartellista és l'artista especialitzat en realitzar-los. Ubicar-lo dins de la clàssica denominació de "pintor" és problemàtic. És habitual també la utilització dels termes francesos affichisme i affichiste (de affiche, "cartell" -el terme "pòster" s'utilitza per als cartells que han perdut la seva inicial funció publicitària per passar a ser essencialment un mitjà d'expressió artístic-) per a referir-se a aquests.
A finals del segle xix, amb l'aplicació de la litografia i la utilització del color, que van permetre il·lustrar d'una manera vibrant i amb major impacte, el cartell aconsegueix un lloc dominant en la publicitat, com corresponia a la naixent societat de consum de masses. Artistes gràfics com Jules Chéret (Maitres de l'Affiche, 1895-1900) o Alfons Molta (que va aconseguir un enorme impacte a París amb el cartell estil art nouveau per Gismonda, obra de teatre protagonitzada per Sarah Bernhardt l'1 de gener de 1895), així com uns altres provinents de la pintura artística de suport tradicional, com Henri de Toulouse-Lautrec (cartells per Moulin Rouge), comencen a ser àmpliament coneguts pels seus cartells promocionals de productes comercials o espectacles. El jove Charles Gesmar, protegit per Mistinguett a partir de 1916, portarà l'art del cartellisme als seus més altes cotes.
Alguns cartellistes destacats de la primera meitat del segle XX seran Paul Iribe o Cassandre, formats per Raymond Savignac. Amb el nom d'afiches lacérées ("cartells estripats") Raymond Hains i acques Villeglé van desenvolupar en 1957 una tècnica de collage a partir del resultat visual del successiu arrencat i superposició de cartells de carrer.
En la dècada de 1960, amb el pop art, els moviments contraculturals i juvenils, es van utilitzar àmpliament els cartells i pòsters.
Roman Cieslewicz (1930-1996) va encapçalar una escola polonesa de cartellistes molt original (sobretot amb cartells per al cinema, obres de teatre i propaganda política per al partit comunista), que aconsegueix vorejar la censura i expressar un cert existencialisme nihilista.

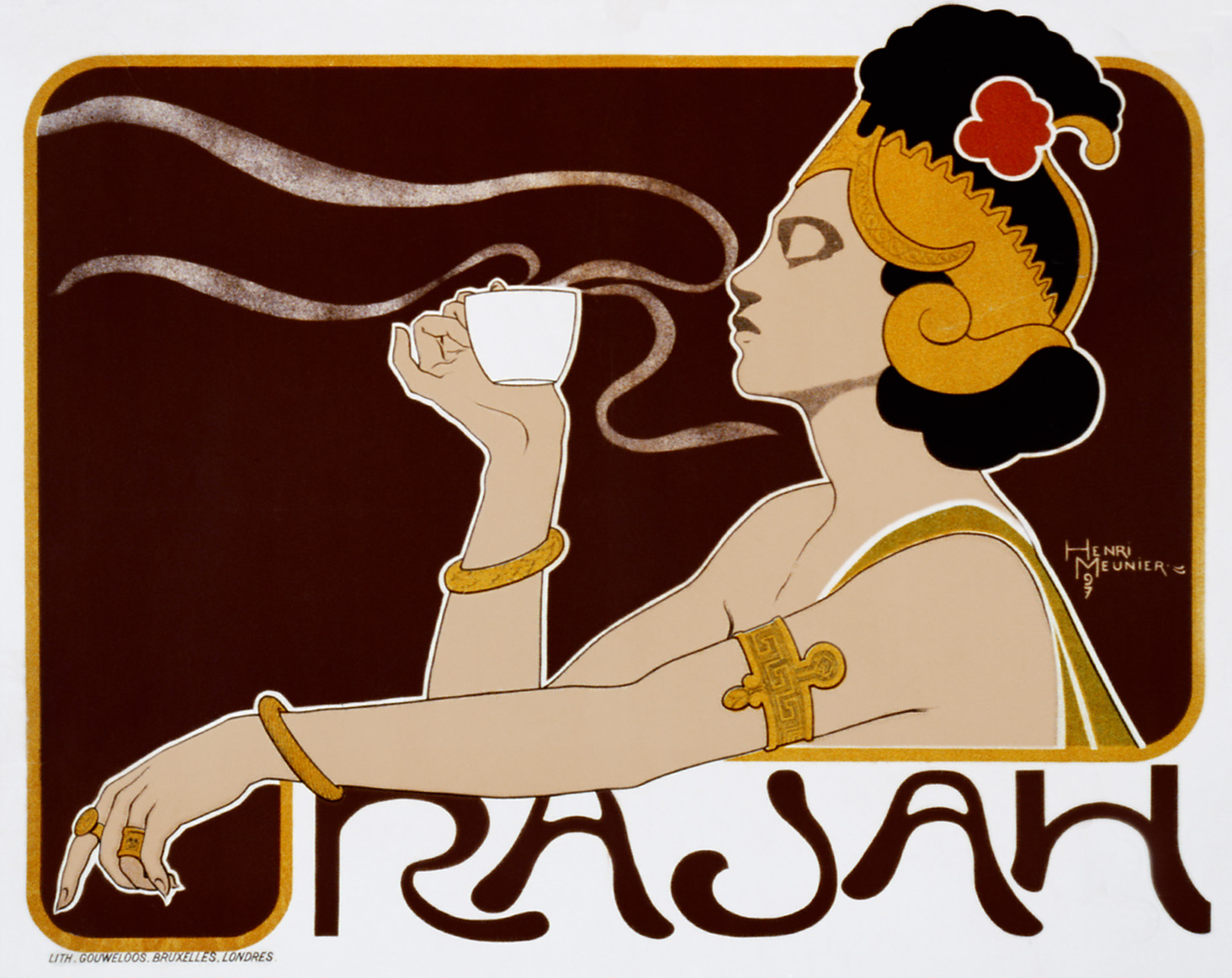
Cartell de Henri Meunier pel cafè Rajah.
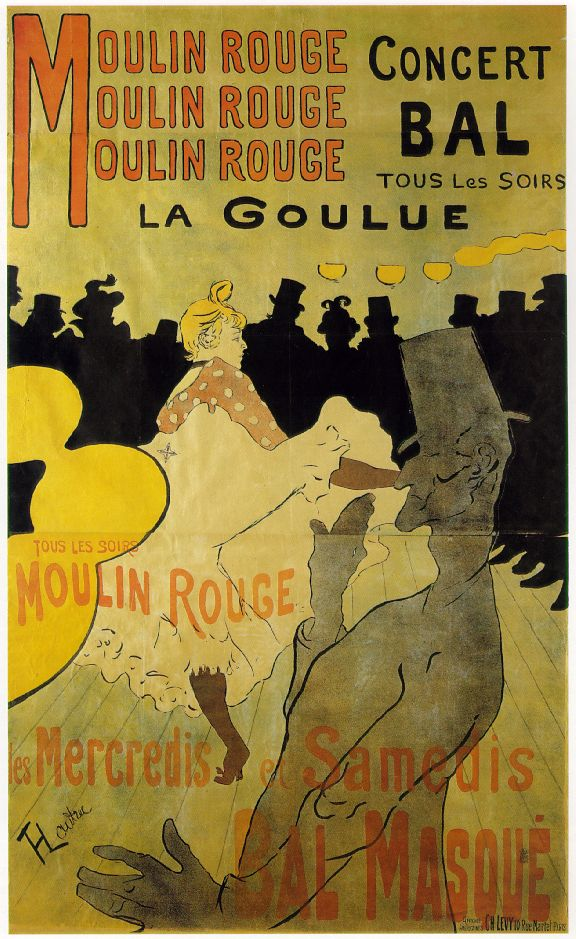
Cartell de Toulouse-Lautrec pel Moulin Rouge.
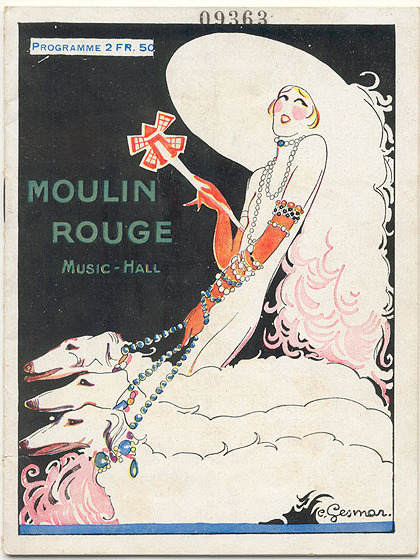
Cartell de Gesmar pel Moulin Rouge.
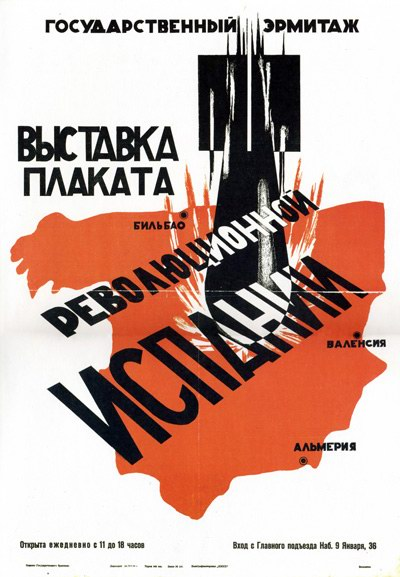
Cartell soviètic en suport del bàndol republicà de la Guerra Civil Espanyola.
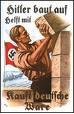
Cartell nazi.
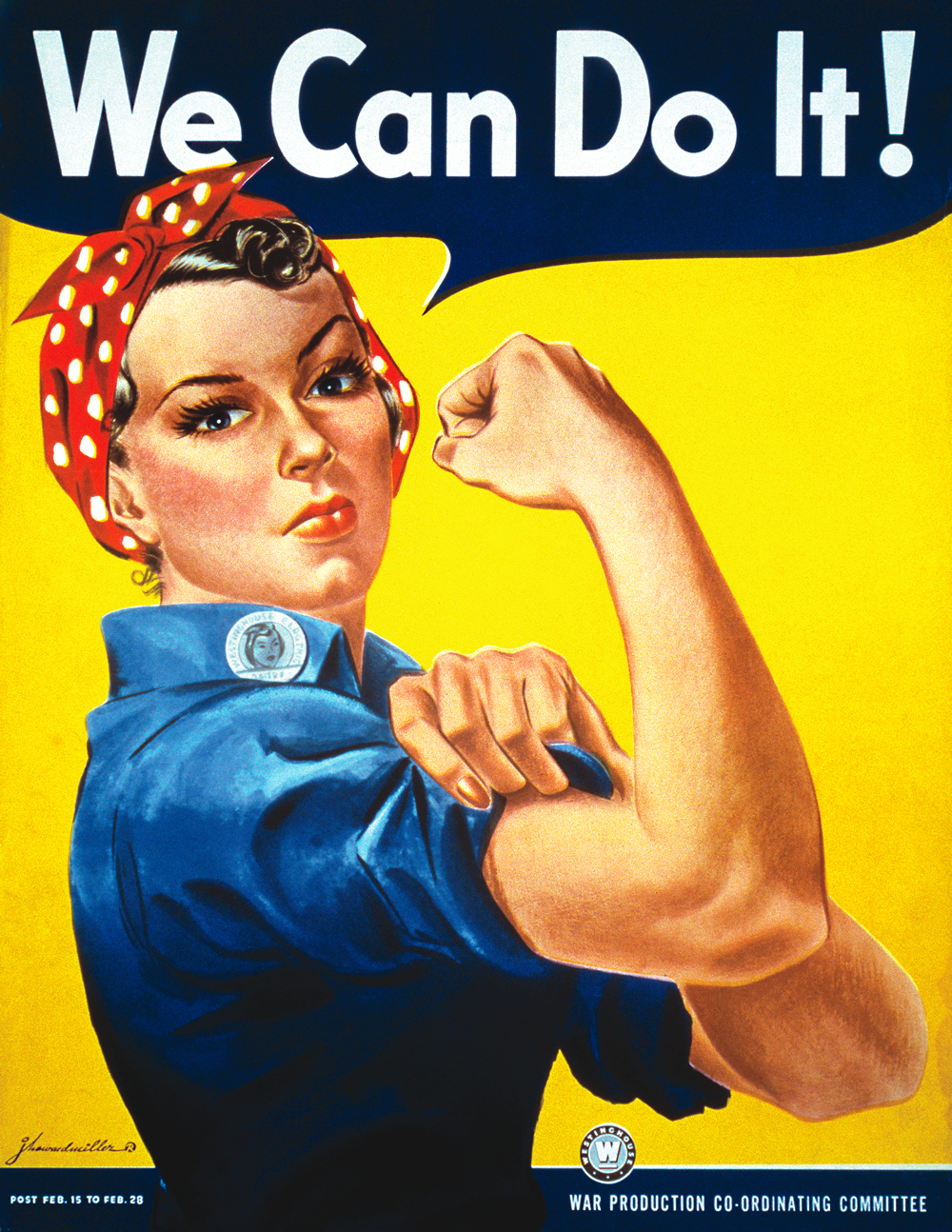
Cartell estatunidenc sobre la contribució de la dona a l'esforç bèl·lic.

A més de la cartelleria publicitària, existeix una llarga tradició de cartelleria de propaganda política, que s'utilitza amb profusió durant les campanyes electorals, on impresos de tota grandària (fullets, cartells i tanques publicitàries) divulguen les fotos dels candidats, el logotip dels partits i els eslògans electorals. El cartellisme polític va ser especialment important en la primera meitat del segle xx, sobretot durant el període d'entreguerres (1914-1918). El cartellisme bèl·lic va ser molt utilitzat en ambdues guerres mundials.

## Cartellisme i propaganda de guerra
Amb l'arribada de la Primera Guerra Mundial la importància del disseny visual, i les característiques i particularitats de cada país i moviment s'accentuen. Es destaquen dues de les funcions més importants del disseny: informar i persuadir. En aquesta època el disseny s'utilitza per una banda per identificar i donar una imatge als exèrcits militars i els seus rangs, i per l'altra com a base de la propaganda bèl·lica.
La revolució soviètica i els feixismes van tenir en la propaganda política un dels seus principals mitjans de connectar amb les masses, raó per la qual es van interessar extraordinàriament pel cartellisme (constructivisme soviètic, art nazi). La guerra civil espanyola va suposar una oportunitat per a l'expressió en cartells de la propaganda de tots dos bàndols (Carlos Sáenz de Tejada, Josep Renau).
En una societat majoritàriament analfabeta, i en els inicis de la ràdio i el cinema, la propaganda es feia a través de cartells, aprofitant, la capacitat de comunicació visual de la imatge amb missatges fàcilment comprensibles i algunes avantatges del format, com podien ser la seva reproducció massiva sense uns costos elevats, la seva capacitat per combinar textos, imatges i tot tipus de recursos gràfics deforma efectiva i la facilitat de transport i exposició en llocs públics.
Els cartells del bàndol dels aliat especialment els britànics, nord-americans o canadencs tenien una estètica naturalista, en ocasions més realista, acadèmica, i convencional, pròpia d'un modernisme esgotat,. En el cas britànic, probablement pel perfil conservador dels membres de la Comissió Parlamentària de Reclutament consideraven que els estils tradicionals eren més comprensibles per a la majoria de la població.
França va tenir una percepció estètica més desenvolupada segurament per la consideració artística que tenia allí el cartell, com un art derivat o afí a la pintura. Artistes com Théophile Steinlen o Forain ja havien fet aportacions en sentit artístic en cartells. Els cartells francesos van ser realitzats en gran manera per pintors prestigiosos, que mostren una major preocupació artística, i presenten en els seus cartells un nivell estètic més cuidat al dels cartells britànics o americans.
A Alemanya, el plantejament de l'estil va ser diferent al de les potències aliades. Les autoritats no demanaven als dibuixants que s'adherissin als estils moderns, per tant, el Sachplakat o Plakatstil (cartell objecte), un moviment sorgit a Alemanya a principis de segle xx, va arribar a convertir-se en el model principal de la propaganda, convivint amb cartells d'estil realista o tradicional.

## Contingut dels cartells
Els continguts dels cartells tenien per objectiu mobilitzar i manipular la població durant el període de la guerra, i es basaven en diverses aproximacions entre les quals destaquen majoritàriament:
- Fer una crida al patriotisme i al valor per motivar les persones a contribuir a l'esforç de guerra unint-se a l'exèrcit.
- Apel·lar a activitats d'orientació civil, posant èmfasi en la interrelació militar/civil incloent campanyes de captació de fons per finançar la guerra.
- Fer una crida a la por, concretament mitjançant la demonització de l'enemic. Aquestes apel·lacions sovint contenen imatges de terror i atrocitat per intentar inculcar odi i temor enemic en la ment i el cor dels ciutadans.

### Cartells de reclutament

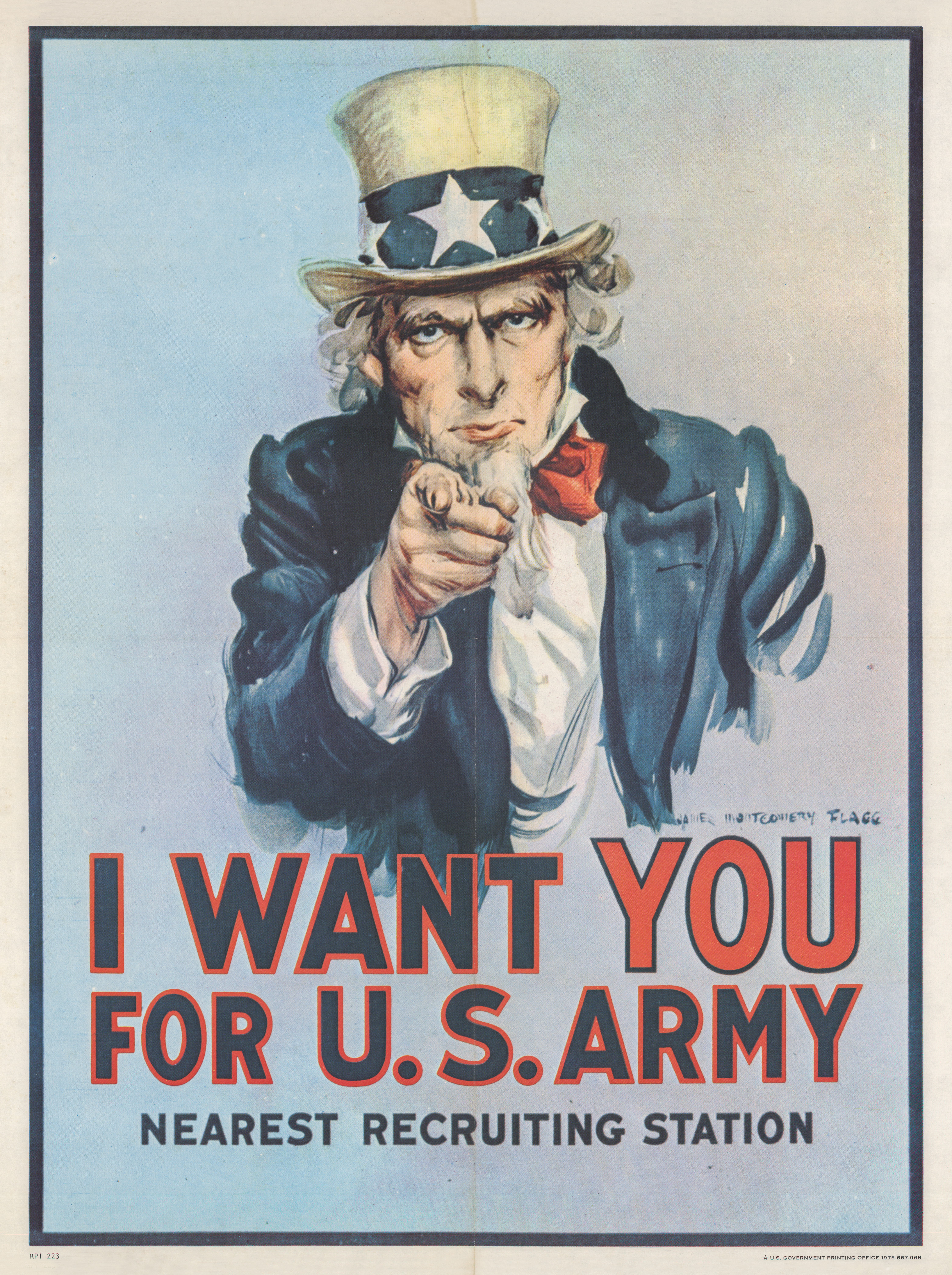
Cartell de l'artista James Montomery Flagg per al reclutament de soldats americans per a la 1a guerra mundial

Els cartells de la 1a Guerra Mundial tenien la finalitat d'incentivar el reclutament d'homes i joves perquè s'allistessin a l'exèrcit. Aquesta pràctica destaca sobretot en països on el servei militar no era obligatori, com els Estats Units o el Regne Unit. Els recursos utilitzats en ells eren molt similars ja que tots buscaven fer referència al patriotisme i no tant a una relació directa amb la guerra. La forma més habitual de representació va agafar estils molt semblants als de la publicitat de l'època: una il·lustració central (pintada i ampliada) acompanyada de lletres.
Un dels més coneguts és el cartell autoretrat que va fer l'artista James Montomery Flagg, on apareix la figura de l'Oncle Sam, representativa del govern Nord-Americà, i amb el lema “Et vull a tu per a l'exèrcit dels Estats Units”, promou el sentiment de patriotisme i la interpel·lació directa amb el públic.
A les potències de l'Eix no els va caler incentivar els seus ciutadans per allistar-se a l'exèrcit gràcies a la obligatorietat del servei militar, i van centrar-se en elaborar cartells amb altres finalitats, com la de recaptar recursos econòmics.

### Cartells per demanar recursos
La finalitat d'obtenir recursos, principalment, econòmics (abonaments) per l'estat també va ser molt popular. Aquesta tipologia de cartells destaquen sobretot en els països de les potències de l'eix, que no necessitaven elaborar cartells per reclutar a voluntaris per l'exèrcit, però sí per obtenir recursos degut a la seva gran inversió. Aquesta funció dels cartells es comença a desenvolupar durant la Primera Guerra Mundial i guanyarà molta més importància en la Segona, amb una economia molt més desenvolupada i un coneixement major del disseny publicitari cartellista.
Dins del bàndol aliat, destaquen cartells sobretot americans com el cartell “Compri un bons de llibertat”, cartell de propaganda d'abonaments de guerra fet per Charles Raymond Macauley, el 19177. També podem destacar la tipologia de cartells on s'interpel·lava a pares de família de classe alta perquè compressin abonaments de l'estat a través de la imatge de la filla petita.
Dins del bàndol de les potències de l'Eix, aquesta tècnica guanya molta més importància ja que degut a la seva organització de guerra i desenvolupament armamentístic, van arribar a tenir grans despeses. En aquests tipus de cartells, cal destacar que no utilitzaven una tècnica de públic de masses ni de convenciment, sinó d'informació, ja que pel règim la població tenia l'obligació d'obeir sense cap tipus de motivació extra o addicional.